# Сурпрајз (Небраска)
Сурпрајз (енгл. Surprise) град је у америчкој савезној држави Небраска.

## Демографија
По попису из 2010. године број становника је 43, што је 1 (-2,3%) становника мање него 2000. године.
| Група             | 2000.       | 2010.       |
| Белци             | 44 (100,0%) | 43 (100,0%) |
| Афроамериканци    | 0 (0,0%)    | 0 (0,0%)    |
| Азијати           | 0 (0,0%)    | 0 (0,0%)    |
| Хиспаноамериканци | 0 (0,0%)    | 0 (0,0%)    |
| Укупно            | 44          | 43          |